# NGC 1383
NGC 1383 é uma galáxia localizada na direcção da constelação de Eridanus. Possui uma declinação de -18° 20' 22" e uma ascensão recta de 3 horas, 37 minutos e 39,2 segundos.
A galáxia NGC 1383 foi descoberta em 11 de Dezembro de 1835 por John Herschel.